# Президентские выборы в Иране (июль 1981)
Президентские выборы в Иране в июле 1981 года состоялись 24 июля после того как 21 июня 1981 года иранский меджлис объявил импичмент предыдущему президенту Абольхасану Банисадру, а высший руководитель Ирана аятолла Хомейни 22 июня утвердил это решение.
На выборах 24 июля победу одержал Мохаммад Али Раджаи, занимавший в тот момент пост премьер-министра, получив 91 % голосов. Явка избирателей составила 65,29 %.
30 августа, спустя две недели после инаугурации, Раджаи был убит в результате взрыва во время встречи с премьер-министром и секретарем Высшего совета национальной безопасности. При взрыве погибли Раджаи и премьер-министр Бахонар, после чего в октябре 1981 года были проведены внеочередные президентские выборы.
| Результаты выборов                          | Результаты выборов               | Результаты выборов         | Результаты выборов | Результаты выборов | Результаты выборов |
| Партия                                      | Партия                           | Кандидат                   | Число голосов      | %                  |                    |
| ------------------------------------------- | -------------------------------- | -------------------------- | ------------------ | ------------------ | ------------------ |
|                                             | Исламская республиканская партия | Мохаммад Али Раджаи        | 12,960,619         | 91,0 %             |                    |
|                                             | Движение свободы Ирана           | Аббас Шейбани              | 626,301            | 4,4 %              |                    |
|                                             | Независимый                      | Али Акбар Парвареш         | 401,035            | 2,8 %              |                    |
|                                             | Исламская коалиционная партия    | Хабибулла Асгаролади       | 252,349            | 1,8 %              |                    |
| Недействительные бюллетени                  | Недействительные бюллетени       | Недействительные бюллетени | 402,248            |                    |                    |
| Всего                                       | Всего                            | Всего                      | 14,642,552         | 100,00 %           | 100,00 %           |
| Явка                                        | Явка                             | Явка                       | 65,29 %            | 65,29 %            | 65,29 %            |
| Источник: Министерство внутренних дел Ирана |                                  |                            |                    |                    |                    |